# Weymouth and Portland National Sailing Academy

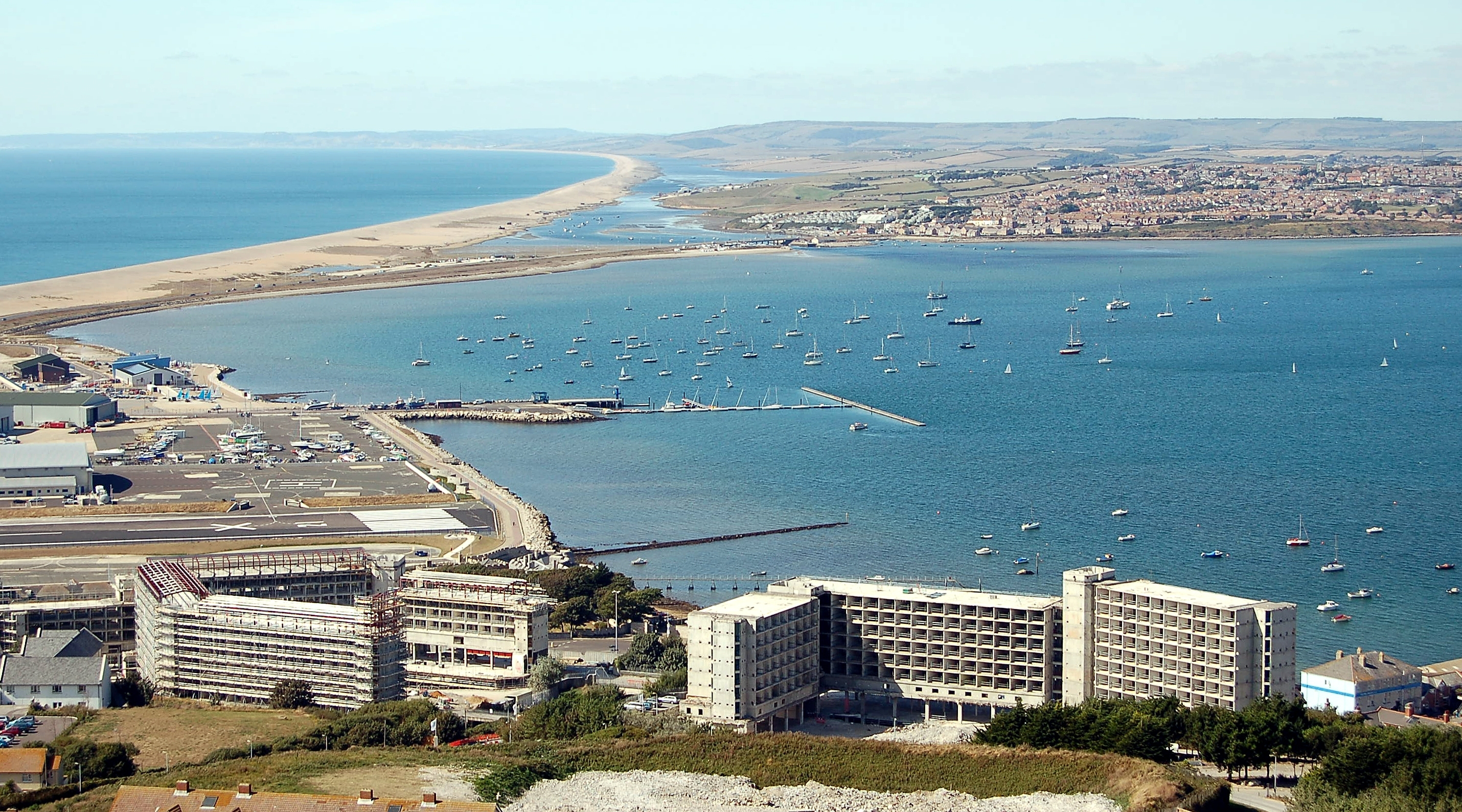
Segelrevier vor Weymouth

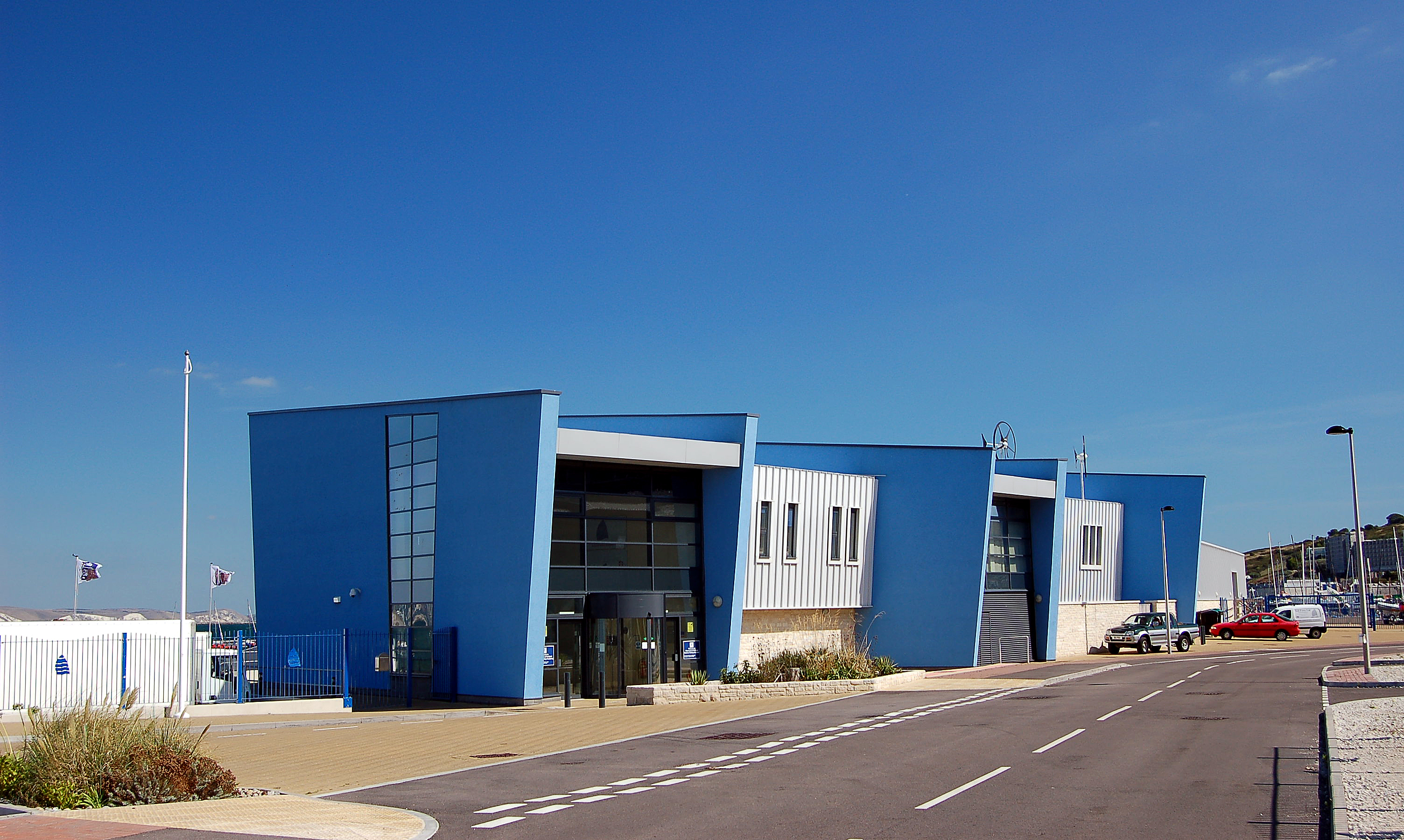
Clubhaus auf Portland

Die Weymouth and Portland National Sailing Academy ist ein Segelzentrum auf der Insel Portland vor der Küste von Weymouth in der Grafschaft Dorset an der Südküste Englands. Zum Segelrevier gehören die Gewässer vor dem Weymouth Bay und dem Hafen von Portland.
Die Weymouth and Portland National Sailing Academy bietet neben einem Yachtclub mit Ankerplätzen für private Boote auch einen Bootsverleih an und soll Schulklassen und Interessierten das Segeln möglich machen und dient außerdem als Trainingszentrum. Sie besteht seit dem Jahr 2000 und war schon mehrfach Ausrichter internationaler Regatten und Weltmeisterschaften. 
Bei den Olympischen Spielen 2012 und den Paralympics 2012 wurden hier die Wettbewerbe im Segeln ausgetragen. Die meisten Anlagen waren dafür bereits vorhanden. Lediglich ein neuer Aufschlepper und neue Ankerplätze mussten gebaut werden. Während der Olympischen Spiele konnten Zuschauer die Regatten vom Ufer aus verfolgen. Tribünen waren nicht geplant.